# О, каква ноћ
О, каква ноћ је први студијски албум певачице и глумице Снежане Савић. Објављен је 1983. године у издању Југотона као ЛП и касета.

## Песме на албуму
| Бр. | Песма           | Музика           | Текст            | Аранжман         |
| --- | --------------- | ---------------- | ---------------- | ---------------- |
| 1.  | Пијмо, пијмо    | Данило Даниловић | Радмила Мудринић | Данило Даниловић |
| 2.  | Лудују очи моје | Данило Даниловић | Радмила Мудринић | Данило Даниловић |
| 3.  | О, каква ноћ    | Данило Даниловић | Радмила Мудринић | Данило Даниловић |
| 4.  | Ја осећам нешто | Данило Даниловић | Радмила Мудринић | Данило Даниловић |
| 5.  | Сан             | Данило Даниловић | Радмила Мудринић | Данило Даниловић |
| 6.  | Дођи крадом     | Данило Даниловић | Радмила Мудринић | Данило Даниловић |
| 7.  | Заљубљена жена  | Данило Даниловић | Радмила Мудринић | Данило Даниловић |
| 8.  | Сами смо        | Данило Даниловић | Радмила Мудринић | Данило Даниловић |
| 9.  | Кише            | Данило Даниловић | Радмила Мудринић | Данило Даниловић |
| 10. | Само једном     | Данило Даниловић | Радмила Мудринић | Данило Даниловић |

## Информације о албуму
- Оркестар Данила Даниловића Данилушке
- Тон-мајстор: Александар Радојичић